# Lékhaio
Lékhaio (Lechaio) är en ort i Grekland.   Den ligger i prefekturen Nomós Korinthías och regionen Peloponnesos, i den sydöstra delen av landet, 80 km väster om huvudstaden Aten. Lékhaio ligger 18 meter över havet och antalet invånare är 2 643.
Terrängen runt Lékhaio är kuperad åt sydväst, men norrut är den platt. Havet är nära Lékhaio åt nordost. Runt Lékhaio är det ganska tätbefolkat, med 100 invånare per kvadratkilometer. Närmaste större samhälle är Korinth, 8,9 km öster om Lékhaio. 